# NGC 126
NGC 126 est une galaxie lenticulaire située dans la constellation des Poissons. NGC 126 a été découverte par l'ingénieur irlandais Bindon Blood Stoney en 1850.

## Caractéristiques
Sa vitesse par rapport au fond diffus cosmologique est de 3 697 ± 35 km/s, ce qui correspond à une distance de Hubble de 54,5 ± 3,9 Mpc (∼178 millions d'al).

## Groupe de NGC 128
NGC 126 est une galaxie du groupe de NGC 128. Ce groupe comprend les galaxies NGC 127, NGC 128 et NGC 130 ainsi que les galaxies UGC 275, UGC 277, UGC 281, UGC 282, UGC 283, MCG 0-2-45 et MCG 0-2-47. Il existe un pont de matière entre NGC 128 et NGC 127 créé par la forte interaction gravitationnelle entre ces deux galaxies.